# Lamborghini

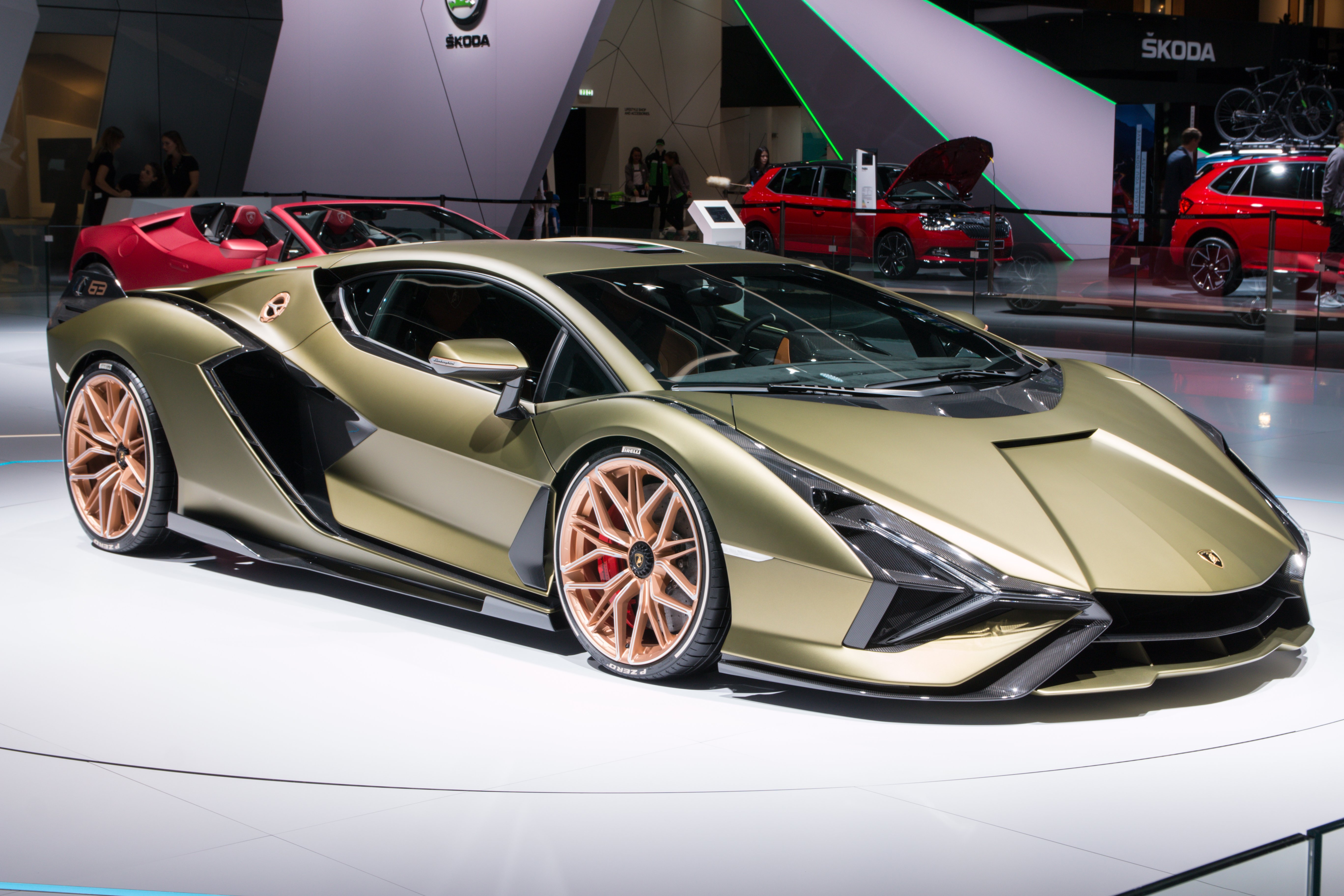
Lamborghini Sián FKP 37 2019.

A Automobili Lamborghini (pronúncia italiana: [autoˈmɔːbili lamborˈɡiːni]), usualmente chamada de Lamborghini ou coloquialmente Lambo, é uma fabricante italiana de automóveis esportivos de luxo e de alto desempenho, criada originalmente para competir com a Ferrari. Desde 1998, faz parte do Grupo Volkswagen por meio de sua subsidiária Audi, onde intercambia tecnologias entre Audi R8 e os modelos mais recentes da marca.

## História
Fundada em 1963 por Ferruccio Lamborghini (1916–1993) como uma filial da sua bem-sucedida fábrica de tratores Lamborghini Trattori, que produzia tratores com motores de tanques da Segunda Guerra Mundial. Instalou-se em Sant’Agata Bolognese e contratou uma série de engenheiros de renome para construir os seus carros, como foi o caso de Giotto Bizzarrini (responsável pela criação da Ferrari 250 GTO), Giampaolo Dallara e Paolo Stanzani.

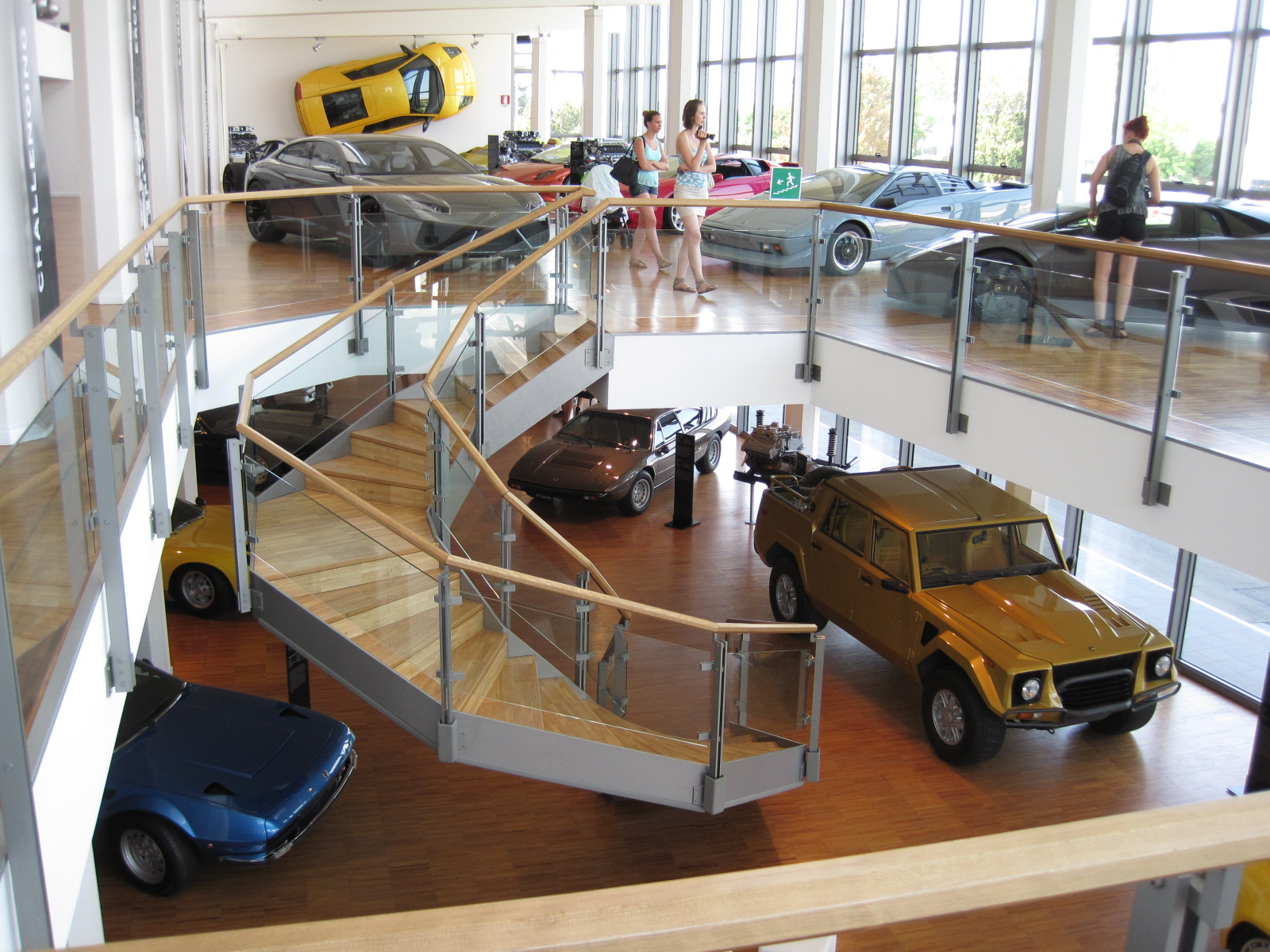
Interior do Museu Lamborghini.

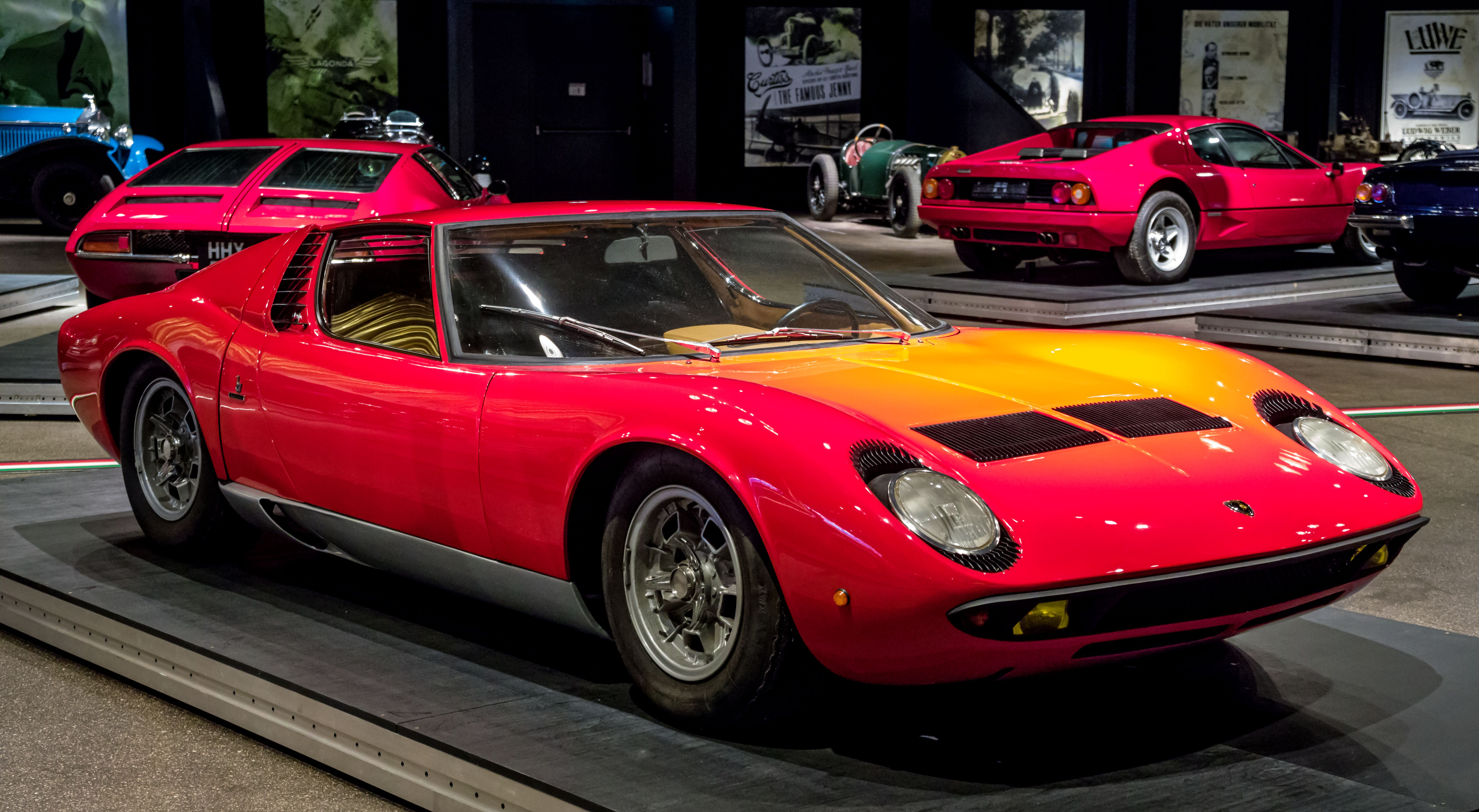
Lamborghini Miura.

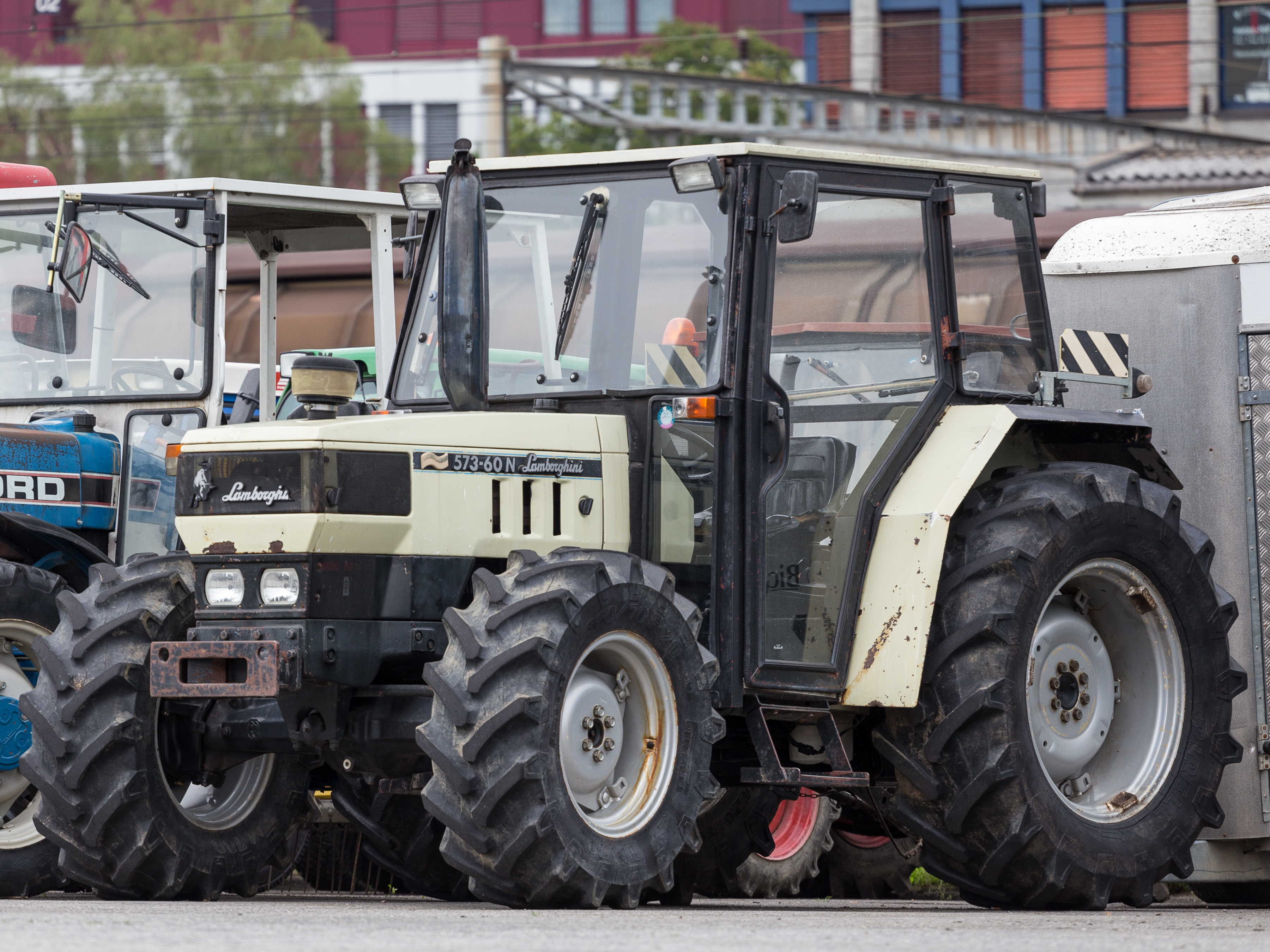
Trator Lamborghini 573-60 N.

Em 1964, foi produzido o primeiro carro Lamborghini, o modelo 350 GT, que combinava um chassi desenhado por Dallara com um motor V12 concebido por Bizzarrini. O carro fez bastante sucesso e foi produzido até 1968, depois de ter sido renovado em 1966. Ainda em 1966, foi lançado o mítico Lamborghini Miura, desenhado por Luigi Bertone e dotado também de um potente motor V12. Este modelo também foi um tremendo sucesso de vendas, sendo produzido até 1973. Ferrucio era grande apreciador de touradas, por isso muitos dos seus carros tem nomes de touros famosos.
Entretanto, em 1968 tinha sido apresentado o Lamborghini Islero, destinado a substituir o 400 GT, que havia surgido como desenvolvimento do 350GT. Também em 1968 apareceu o Lamborghini Espada, o primeiro carro da marca com capacidade para quatro pessoas. Dois anos depois, em 1970, o Islero foi substituído pelo Lamborghini Jarama.
Em 1972 o Lamborghini Urraco permitiu à marca italiana entrar no segmento dos pequenos supercarros. Ainda nesse ano a Lamborghini vendeu 51% das suas ações a um empresário suíço, com os restantes 49% a serem entregues a outro suíço em 1974. Pelo meio, em 1973 o Miura foi substituído por um outro modelo que também fez história no mundo dos carros de características desportivas, o Countach. Este carro tinha um design extremamente angular e aerodinâmico e estava dotado de um potente motor V12 traseiro de 4000 cc. O carro foi produzido com estas características até 1988, ano em que o motor passou a ter uma cilindrada de 5000 cc.
No entanto, a empresa estava há muito tempo em dificuldades financeiras e em 1981 tinha sido vendida aos irmãos Mimram, que revitalizaram a marca. Nesse sentido, no ano de 1981 surgiu o Lamborghini Jalpa, que teve por base o Urraco, e em 1982 o Lamborghini LM002, uma novidade na marca, já que se tratava de um veículo off-road. Este jipe estava dotado de um motor Countach.

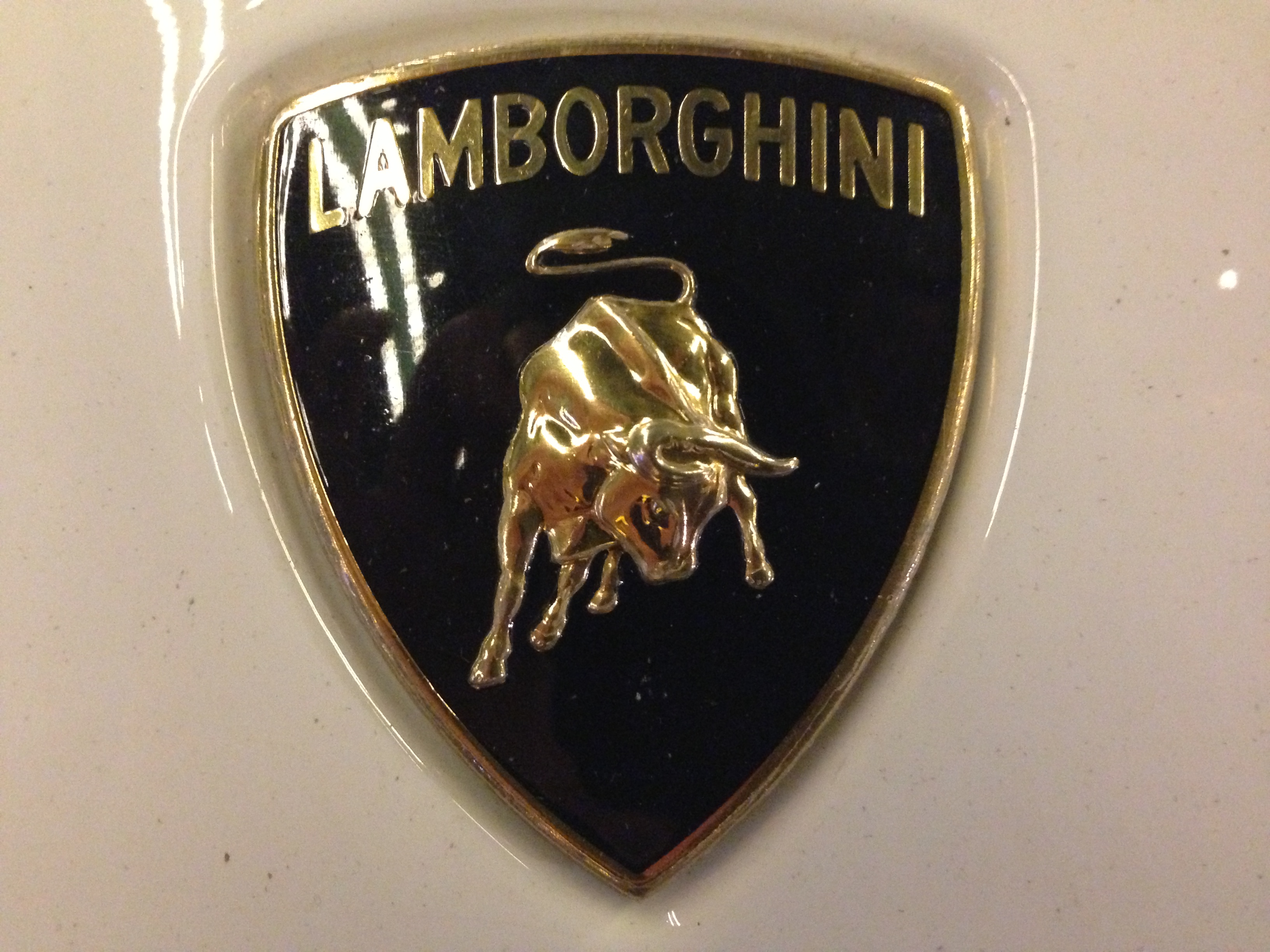
Emblema da marca com o touro.

Em 1987, a marca norte-americana Chrysler comprou a Lamborghini e, além do substituto do Countach, começou a preparar um motor para equipar carros de Fórmula 1. A estreia nesta competição automobilística ocorreu em 1989, mas nunca teve sucesso. Desde 1998 a Lamborghini pertence ao grupo Volkswagen. Já o substituto do Countach, o Diablo, foi apresentado em 1990 e obteve grande sucesso, mantendo-se em produção para além do ano 2000. O mais novo Lamborghini é o Huracán que chegou em 2014 para substituir o Gallardo. O Lamborghini Huracán traz uma nova tecnologia que é o chassi híbrido, feito de carbono e alumínio, o que deixa o carro 10% mais leve que seu antecessor e com uma carroceria 50% mais rígida. O Lamborghini Urus foi apresentado no Auto China em 23 de abril de 2012 e lançado em 2018. O seu nome vem do nome dos antepassados selvagens do gado doméstico também conhecidos como auroques.
- Lamborghini Reventón.
- Lamborghini Gallardo da polícia italiana.
- Lamborghini Urus, SUV da marca.